# Autostrada A1 (Italien)
Die Autostrada A1 (auch Autostrada Milano – Napoli, Autostrada del Sole oder Autosole) (italienisch für ‚Autobahn A1‘ und ‚Autobahn der Sonne‘) ist eine Autobahn in Italien, die von Mailand (Lombardei) über Rom nach Neapel (Kampanien) führt. Sie ist zwischen Mailand und Rom Bestandteil der Europastraße 35 und zwischen Modena (A22) und Bologna (A14) sowie Orte und Neapel der Europastraße 45.
Die A1 ist mit einer Länge von 759,8 Kilometern die längste Autobahn Italiens und vollständig mautpflichtig.

## Geschichte

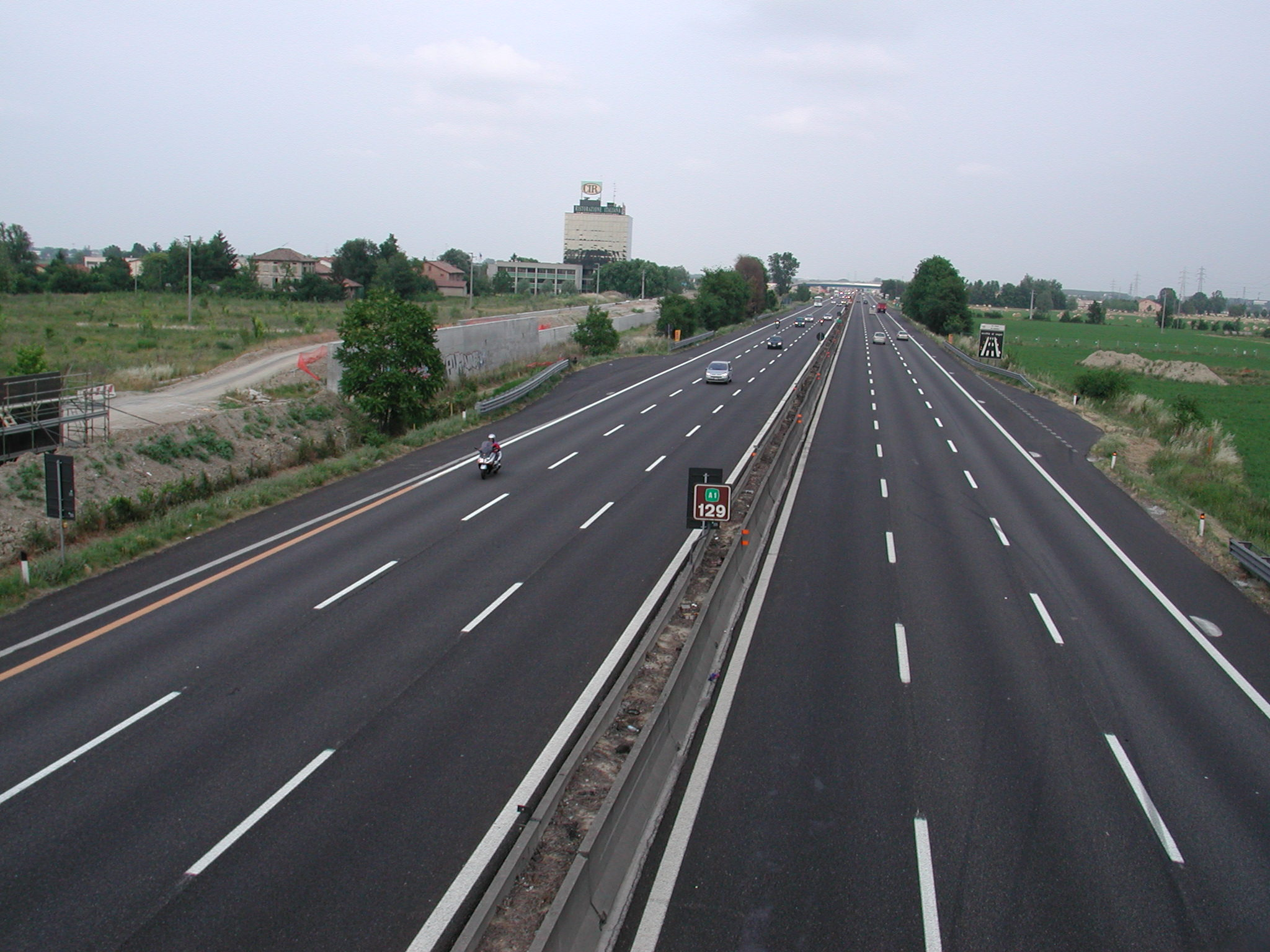
A1 in der Emilia-Romagna

Die Verwirklichung der Autostrada del Sole resultiert in erster Linie aus dem Willen der italienischen Regierung, in den 1950er Jahren die nationale Wirtschaft wieder anzukurbeln. Zugleich sollte die Autobahn die divergierenden Wirtschaftsräume Italiens enger verzahnen und wie eine mächtige Klammer den widersprüchlichen Vereinheitlichungsprozess Italiens begünstigen. Der emphatische Name der Verkehrsverbindung spielt auf diese sozialpolitische und ökonomische Komponente ebenso an wie auf die touristischen Verheißungen der modernen Mobilität.
Vor dem Bau dieser Autobahn benötigte man rund zwei Tage, um Waren und Güter von Mailand nach Neapel zu transportieren. Der Bau einer Strecke, die das Fahren von (für damalige Verhältnisse) hohen Geschwindigkeiten erlaubte, verkürzte die Fahrzeit erheblich.
Der Bau der Autostrada del Sole erfolgte in mehreren Etappen. Die Freigaben der einzelnen Abschnitte sah wie folgt aus:
- Mailand–Bologna am 15. Juli 1959
- Bologna–Florenz am 3. Dezember 1960
- Florenz–Rom am 4. Oktober 1964
- Rom–Neapel am 22. September 1962[3]

Die Grundsteinlegung geht auf den 19. Mai 1956 zurück. Die Einweihung des ersten Abschnitts, von Mailand bis Parma, wurde am 7. Dezember 1958 gefeiert. Die Eröffnung der Trasse von Bologna nach Florenz fand am 3. Dezember 1960 statt, die von Rom nach Neapel am 22. September 1962. Die gesamte Arbeit wurde mit der Eröffnung des Abschnitts zwischen Chiusi und Orvieto am 4. Oktober 1964 vollendet: Bis zu diesem Zeitpunkt mussten alle Fahrzeuge von der Autobahn zwischen Chiusi und Orvieto abfahren und über die ehemalige Strada statale 71 Umbro Casentinese Romagnola ausweichen.
Die fertiggestellte Autostrada del Sole wurde von Antonio Segni am 4. Oktober 1964, an Bord des Lancia Flaminia 335 presidenziale, eingeweiht.
Folgende Arbeiten wurden verrichtet:
- insgesamt 15 Millionen Arbeitstage
- 52 Millionen Kubikmeter Erde und Gestein; ausgehoben auf der Baustelle im Freien
- 1,8 Millionen Kubikmeter Erde und Gestein; ausgehoben aus den Tunnelbaustellen
- fünf Millionen Kubikmeter Beton und Mauerwerk
- 16 Millionen Quadratmeter Boden
- 853 Brücken, Viadukte und ähnliche Arbeiten
- 2500 Schächte
- 572 Überführungen
- 35 Tunnel mit 2 Röhren
- 3 Tunnel mit einer Röhre[3]

Der Bau der A1 wurde von Fedele Cova geführt.

## Abschnitt Mailand–Bologna
Dieser Abschnitt führt durch die zwei italienischen Regionen Lombardei und Emilia-Romagna.

### Anfangspunkt der A1

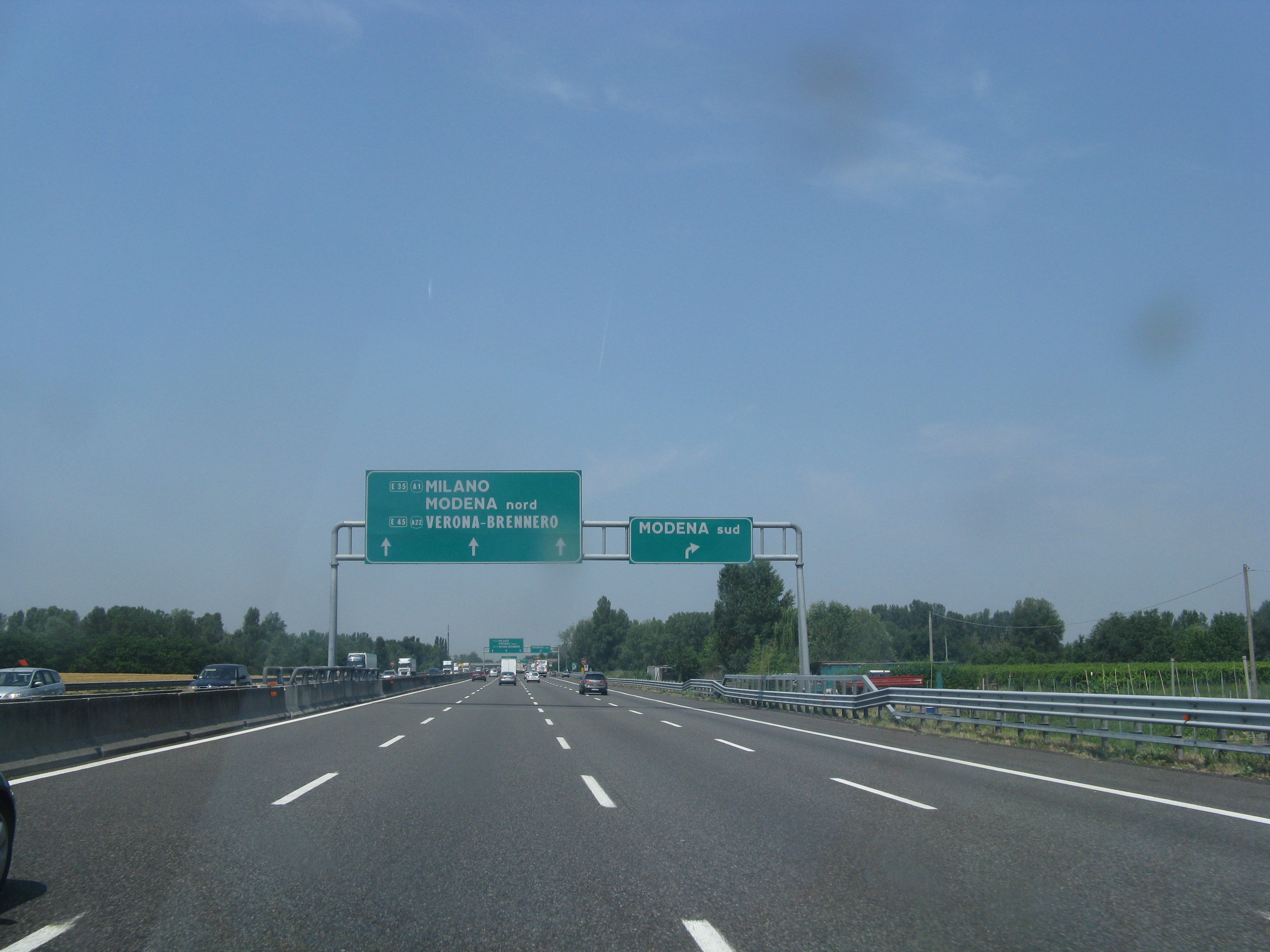
A1 bei Modena

Die A1 hatte ihren Ursprung zunächst bei S. Donato Milanese südlich von Mailand. Heutzutage gilt jedoch die Verlängerung der Mailänder Osttangente (A51; tangenziale est di Milano) als Anfangspunkt der A1, der sich somit im Südosten Mailands befindet. Diese beiden Abschnitte verlaufen parallel zueinander, bis sie sich auf dem Gebiet von S. Donato Milanese vereinigen.

### Weiterer Verlauf
In der Umgebung von S. Giuliano Milanese mündet die Mailänder Westtangente (A50; tangenziale ovest di Milano) in die A1. Sie durchquert die Po-Ebene und führt, parallel zur Staatsstraße 9, sechsstreifig an den Städten Lodi, Piacenza, Parma, Reggio nell’Emilia und Modena vorbei. Zwischen Milano-Sud und Lodi (14,6 km) sowie zwischen Piacenza Sud und Modena (Länge: 97,9 km) ist der achtspurige (vier Fahrstreifen pro Richtung) Ausbau der A1 in Planung.

### Modena–Bologna
Der Abschnitt Modena-Bologna ist der meistbefahrene Abschnitt in ganz Italien, weshalb dieser auch bereits achtspurig und teilweise auch zehnspurig bei Bologna ausgebaut ist. Im Norden Modenas hat die A1 Anschluss zur Brennerautobahn, welche somit Zuflussader aus Nord- und Mitteleuropa ist. In Bologna zweigen zudem die Bologneser Tangente und die A14, welche zur Adriaküste führt, ab. Von Bologna aus zweigt auch die A13 Richtung Padua und Venedig ab.

## Abschnitt Bologna–Florenz
Dieser teils vierstreifige, teils sechsstreifige (teils sogar siebenstreifige) Abschnitt, der auch „Apennin-Abschnitt“ (tratto appenninico) genannt wird, überquert den Tosco-Emiliano-Apennin und weist daher in seinem Verlauf viele Brücken und Tunnel auf.

### Streckenverlauf
Die Autostrada A1 nützt südlich von Bologna zunächst zusammen mit der Staatsstraße SS64 und der Bahnstrecke Pistoia–Bologna (Porrettana) das Tal des Reno, ab Sasso Marconi nur mehr die Autobahn jenes der Setta. In diesem engen Tal nimmt die Zahl der Kunstbauten bereits deutlich zu, wobei sich ab Monzuno die Direttissima Bologna-Florenz bis zum Nordportal des Apenninbasistunnel (Bahnhof S. Benedetto Val di Sambro – Castiglione dei Pepoli) dazugesellt. Der Hauptkamm des Apennin wird dann am Ende eines Seitengrabens des Oberen Settatals beim Monte Citerna erreicht. Nunmehr geht es in der Toskana hoch über einem Zulauf der Sieve, der Stura, südwärts westlich an Barberino di Mugello vorbei und durch einen weiteren Bergrücken in das Tal des Torrente Marina hinab bis zum Autobahnkreuz Firenze Nord.

### Streckenausbau

#### Casalecchio di Reno–Sasso Marconi
Zwischen Casalecchio di Reno und Sasso Marconi wurde die Strecke auf 4,1 Kilometern bereits sechsspurig ausgebaut (Baulos 0). Die Bauarbeiten endeten im November 2009 und sahen neben dem sechsspurigen Ausbau auch den Neubau zahlreicher Brücken und Unterführungen sowie die Errichtung von Lärmschutzwänden im Gebiet von Casalecchio vor. Die Gesamtkosten betrugen 79,8 Millionen Euro.

#### Sasso Marconi–La Quercia
In diesem Abschnitt wurde die bereits vorhandene Trasse auf etwa 20 Kilometern sechsspurig ausgebaut. Außerdem wurde die Anschlussstelle Sasso Marconi umgebaut. Am 9. Juni 2007 wurde die Strecke inklusive der neuerrichteten Galleria Gardelletta (840 Meter, Fahrtrichtung Nord), eröffnet.

#### La Quercia–Barberino
Die Planungen für diesen Abschnitt begannen bereits 1985. Im August 2001 stimmte der Ministerrat der Neuerrichtung zu. Die Bauarbeiten fanden von März 2004 bis Dezember 2015 statt, am 23. Dezember 2015 wurde die neue Trasse dem Verkehr übergeben.
Der 43 Kilometer lange Abschnitt wurde wie folgt umgestaltet:
- Neubau der Ausweichstrecke Variante di Valico zwischen La Quercia und Aglio mit einem Basistunnel, zusätzlich zur bereits vorhandenen Autobahntrasse. Beide Trassen bleiben in Betrieb.
- Zwischen Aglio und Barberino wurde eine neue Autobahntrasse in zwei Tunneln mit drei Fahrstreifen für den Verkehr in Richtung Süden errichtet, die alte bestehende Trasse wurde umgestaltet und führt nun vierspurig nordwärts in Fahrtrichtung Bologna.

#### Barberino–Incisa
Dieser Abschnitt schließt direkt an die Variante di Valico an. Hier gibt es ein durchschnittliches Verkehrsaufkommen von 111.000 Fahrzeugen, davon 32.000 Lastkraftwagen. Zwischen den Anschlussstellen Firenze Nord und Firenze Sud kommt zusätzlich zum Transitverkehr auch noch der Stadtverkehr dazu, da die A1 hier eine Tangenziale (Stadtumfahrung) von Florenz bildet. Hier ist ein mindestens sechsspuriger (3 Fahrstreifen pro Richtung) Ausbau vorgesehen. Die Bauarbeiten auf den 58,5 Kilometer langen Abschnitt sehen die Errichtung von 16 neuen Tunneln und 40 Kilometer Lärmschutzwänden vor. Die Gesamtkosten dieses Bauprojektes betragen knapp zwei Milliarden Euro.
Dieser Abschnitt kann wiederum in drei kleinere Abschnitte unterteilt werden:

##### Barberino–Firenze Nord
In diesem Abschnitt ist eine neue Trasse Richtung Süden mit drei Fahrstreifen in Bau. Auf der derzeitigen Trasse werden dem Verkehr Richtung Norden vier Fahrstreifen zur Verfügung stehen. Am 19. März 2022 wurde die neue Strecke eröffnet.

##### Firenze Nord–Firenze Sud

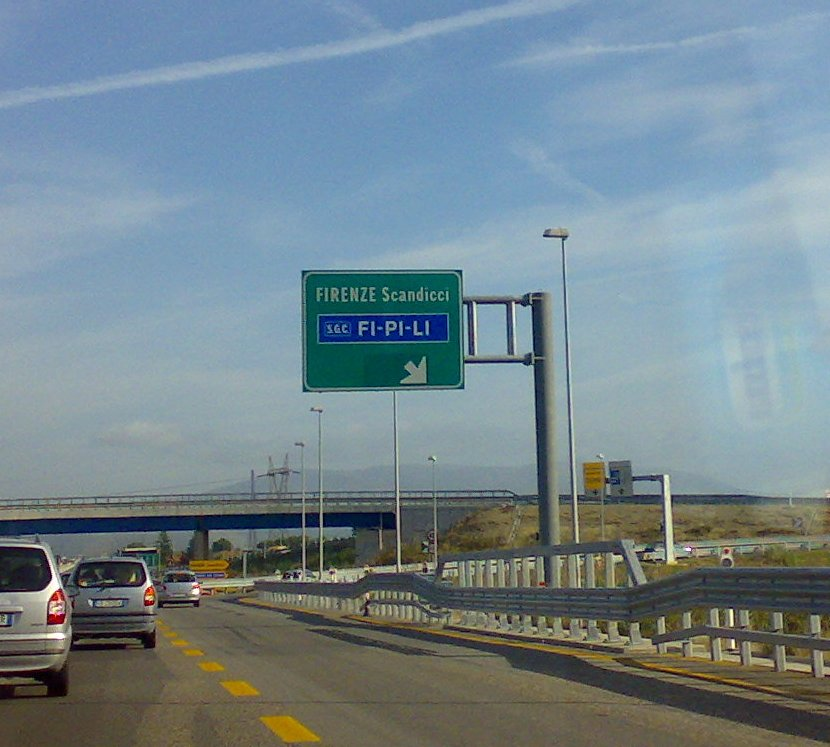
Abfahrt Firenze/Scandicci

In diesem 22 Kilometer langen, sehr stark von Verkehrsstaus betroffenen Abschnitt, wurde die Autobahn von 2005 bis 2013 auf drei (Richtung Rom) beziehungsweise drei oder vier Fahrstreifen erweitert.
Zwischen März 2002 und Juli 2004 hat die ANAS das Projekt geprüft und genehmigt. Die Strecke Firenze Nord-Firenze Scandicci wurde Richtung Süden am 21. Dezember 2006 für den Verkehr freigegeben, Richtung Norden am 5. April 2007. Die Freigabe des neuen Abschnittes Firenze Scandicci-Firenze Sud erfolgte am 3. August 2011. Richtung Süden ist eine neue dreispurige Strecke entstanden, Richtung Norden wird die alte Autobahn vierspurig genutzt.

##### Firenze Sud-Incisa
Auf diesem 19 Kilometer langen Abschnitt ist eine Erweiterung auf drei Fahrstreifen pro Richtung in Bau.

## Abschnitt Florenz-Rom

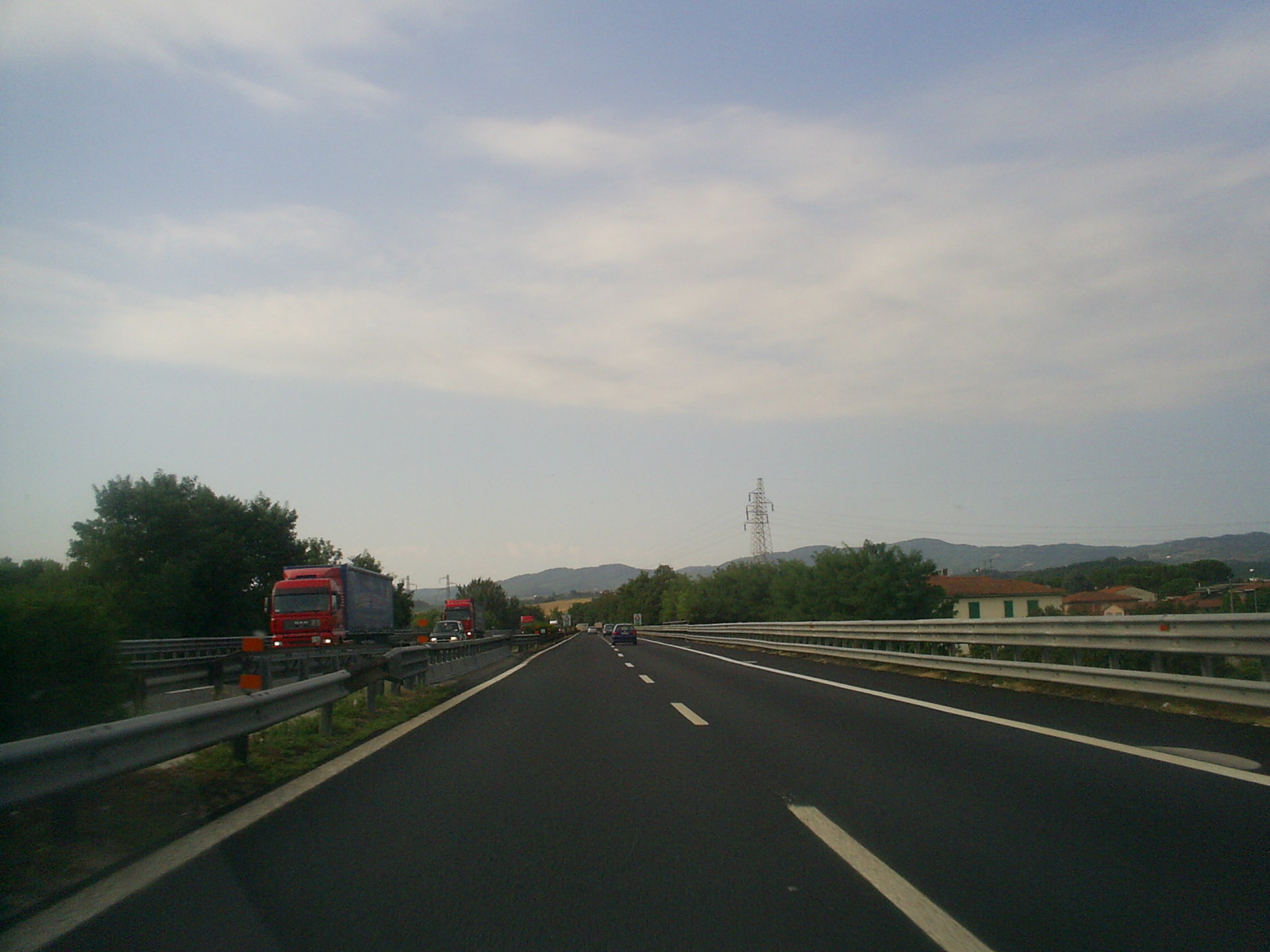
Die A1 in der Nähe von Florenz, zweispurig ausgebaut

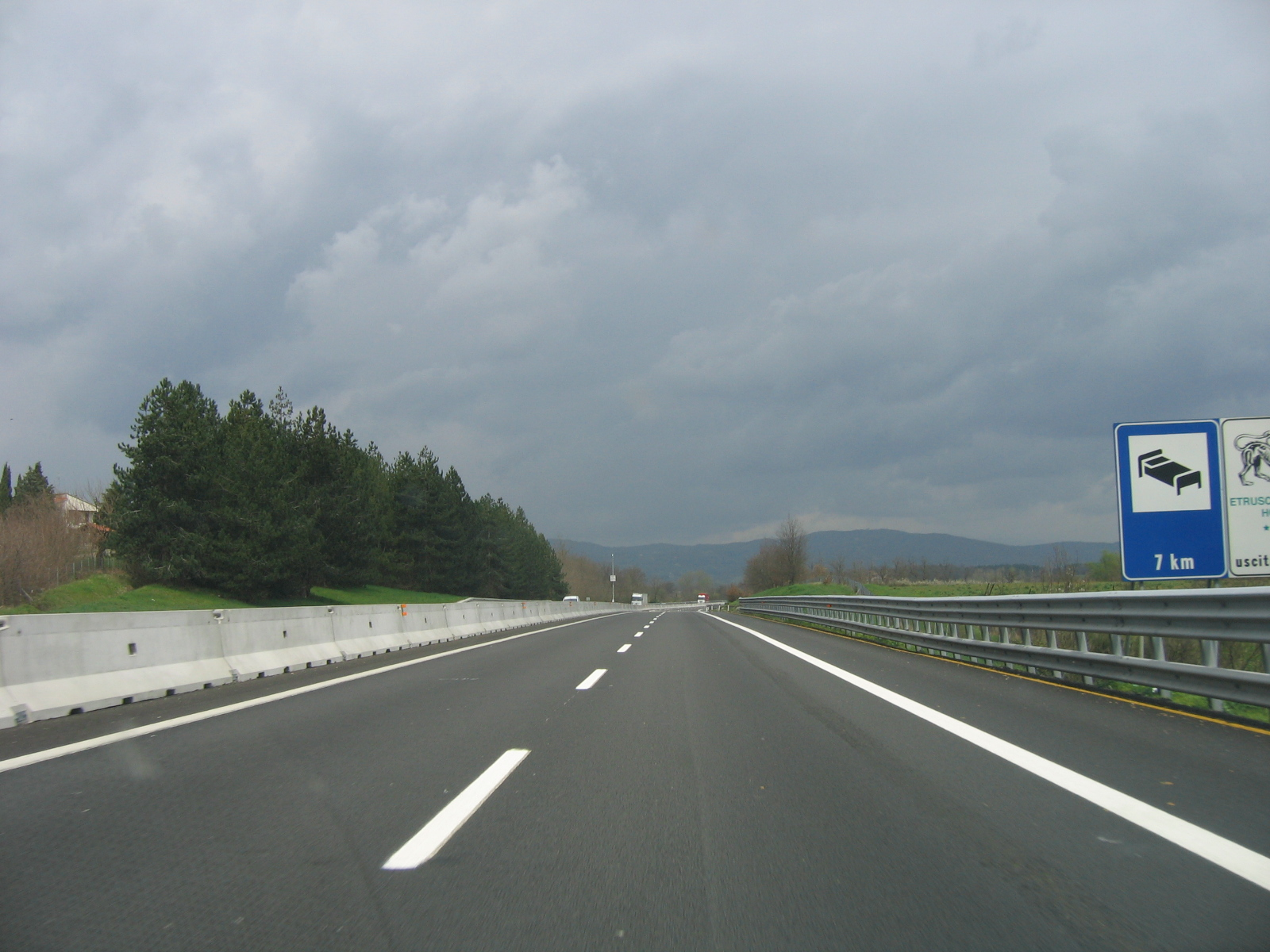
Bei Arezzo

Bis nach Orte (Latium) ist die Autobahn vierstreifig, wenngleich bereits Ausbaumaßnahmen für einen dritten Fahrstreifen pro Richtung zwischen Florenz und Incisa in die Wege geleitet worden sind. Zwischen Orte und der Anschlussstelle Roma/Nord wurde die A1 sechsspurig ausgebaut, inklusive der Errichtung eines neuen Tunnels (Galleria di Nazzano, 337 m). Die Bauarbeiten waren 2002 abgeschlossen, 2007 erfolgte die Eröffnung der Galleria di Nazzano. Außerdem wurden 4 Kilometer Lärmschutzwände errichtet. Die Gesamtkosten für diesen 37,8 Kilometer langen Abschnitt betragen 191,0 Millionen Euro.
Die Autobahn führt in diesem Abschnitt an Arezzo vorbei, passiert das Chianatal und überquert mehrere Male den Tiber. In der Nähe der Ortschaft Fiano Romano zweigt ein vierstreifiger Ast zur Ringautobahn um Rom (A90/GRA, Grande Raccordo Anulare) ab, während die A1 selbst weiterhin sechsstreifig an der Hauptstadt vorbei in Richtung Neapel führt. Zwischen der Autobahnverzweigung Roma nord und dem Knoten mit der A24 ist Ende 2011 die Anschlussstelle Guidonia Montecelio in Betrieb genommen worden.

## Abschnitt Rom–Neapel
In S. Cesareo, einem Ort südlich von Rom, vereinigt sich die A1 wieder mit einem weiteren vierstreifigen Ast von Rom kommend und verläuft weiter nach Neapel. Dieser sechsstreifige Abschnitt, der unter anderem an den Städten Frosinone und Caserta vorbeiführt, zeichnet sich durch eine extrem geradlinige Streckenführung aus. Er trug bis 1988 die Bezeichnung A2, da er bis dato nicht direkt mit dem übrigen Teil der A1 verbunden war. Im Norden Neapels geht die A1 schließlich in die A3 über. Seit Dezember 2016 wurde die Nummer der A2 an die Strecke der ehemaligen A3 Salerno – Reggio Calabria übertragen.
In diesem Abschnitt ist der achtspurige Ausbau zwischen S. Cesareo und Colleferro (16,6 km) und zwischen Colleferro und Frosinone (31,3 km) geplant. Diese befinden sich momentan in der Planungsphase.

## Zubringer A1 – A51
Der 1,7 km lange Autobahnabschnitt, der die A1 nahtlos mit der Mailänder Osttangente verbindet, wird Zubringer R6 bezeichnet. Der Bau erfolgte gemeinsam mit der Errichtung der Osttangente.

## Zubringer A1 – Piazzale Corvetto
Der Zubringer A1-Piazzale Corvetto ist der ursprüngliche Abschnitt der A1, der vom Ortsgebiet von Mailand am Corvetto-Platz begann und nach dem Bau der Variante, die den Verkehr von und nach Bologna nahtlos in die Tangenziale Est leitet, herabgestuft wurde. Er verläuft parallel zum neuen Abschnitt der A1 und führt bei S. Donato Milanese wieder zurück in diese.

## Zubringer A1 – Sasso Marconi – SS 64 Porrettana
Der Zubringer Sasso Marconi - SS 64 Porrettana (ital. Raccordo Sasso Marconi - SS 64 Porrettana) ist ein Abschnitt der alten Trasse der Autostrada del Sole, der am 10. Juli 2006 mit der Einweihung der 3. Spur vom Baulos Nr. 0, der neuen Mautstelle Sasso Marconi und dem Monte Mario-Tunnel, einem Tunnel, der den Abschnitt entlang des Hügels oberhalb der Ortschaft mit geändertem Streckenverlauf umfährt, stillgelegt wurde. Derzeit wird ein Teil  dieses Abschnitts als Verbindung zwischen der Anschlussstelle Sasso Marconi und der ehemaligen gleichnamigen Ausfahrt genutzt, wo er in die Staatsstraße SS 64 Porrettana mündet.
Dieser Abschnitt ist als Autobahn beschildert, weist keinen Pannenstreifen auf und es gilt eine Geschwindigkeitsbegrenzung von 90 km/h. Auf der Website von Autostrade per l’Italia wird er im Abschnitt Mautberechnung als „R43 Raccordo Sasso Marconi - SS 64“ bezeichnet, da dieser Abschnitt für diejenigen, die auf die A1 auffahren, gebührenpflichtig ist. Vor dem Anschluss auf die A1 gibt es die Möglichkeit, die SP 325 in Fahrtrichtung Prato zu nehmen, dann ist die Nutzung kostenlos.

## Ast Capodichino
Der Abzweig Capodichino ist, obwohl er als A1 klassifiziert ist, die ununterbrochene Fortsetzung der Neapolitaner Tangente in Richtung Autobahn A1. Er war einmal der letzte Abschnitt der gesamten Autobahn A1.